# مكتب الشؤون الخارجية للحزب النازي
مكتب الشؤون الخارجية للحزب النازي (بالألمانية: Außenpolitisches Amt der NSDAP)‏ APA أو APA ) كانت منظمة الحزب النازي. أُسست في أبريل عام 1933 في فندق أدلون كمبنسكي في برلين مباشرة بعد وصول هتلر للسلطة. وكان بقيادة الفريد روزنبرغ. كانت واحدة من السلطات المركزية للسياسة الخارجية لألمانيا النازية، إلى جانب وزارة الخارجية (AA) تحت قيادة نيورات، الحزب النازي - منظمة الخارج للحزب النازي (NSDAP / AO) لإرنست ويلهيلم بوهل، مكتب يواكيم فون ريبنتروب الخاص (Dienststelle Ribbentrop) وجزء من وزارة التنوير والدعاية العامة للرايخ (RMVP) تحت قيادة جوزيف غوبلز.